# Charles Lécuyer
Pour les articles homonymes, voir Lécuyer.
Charles Lécuyer est un architecte français, né vers 1700, et mort le 24 juin 1776 d'après Charles Bauchal, mais son décès est annoncé au cours de la séance de l'Académie royale d'architecture du 17 juin 1776.

## Biographie
Il est le fils d'un architecte qui a été contrôleur des travaux du château de Marly avant d'être remplacé par Jacques Desjardins.
Il sert dans l'administration des Ponts et Chaussées dès 1717, puis devient ingénieur des ponts et chaussées dans la province de Champagne où il reste jusqu'en 1733. 
En 1733 il  est nommé à l'inspection des Bâtiments du roi du château de Marly et dépendances en succession de son père qui y avait servi dans cette fonction pendant 50 ans. 
Il a été présenté architecte de la 2e classe de l'Académie royale d'architecture en 1735, et promu le 26 juillet 1735. Il a été nommé architecte de la 1re classe le 10 décembre 1755, puis nommé vétéran de l'académie le 13 mai 1776.
Le 27 octobre 1740, il obtient un logement au Louvre. Après la mort de La Hitte, il a obtenu la jouissance d'une maison située rue Saint-Vincent.
En 1742 il est nommé contrôleur des Bâtiments du roi pour le château de Versailles où il est resté pendant 25 ans un collaborateur efficace d'Ange-Jacques Gabriel. Il intervient sur des aménagements du théâtre se trouvant dans la cour des Princes en 1743, 1748, 1762 et 1764. En 1749-1750, il aménage l'appartement bas de Madame de Pompadour sur le parterre nord du château de Versailles, sous les ordres de Monsieur de Tournehem. Il a conduit les travaux de l'Opéra de Versailles confiés aux maçons Thévenin, Guyard et Poncet,.
Il a été le Premier architecte du comte de Provence. Le 12 mars 1773, du fait de « son grand âge », il demande à se démettre de sa charge de premier architecte du comte de Provence en faveur de Jean-François Chalgrin
Il prend part au concours pour la place Louis XV, en 1752,. Il est nommé architecte du roi en 1756, en remplacement de Jean-Charles Garnier d'Isle. Il est nommé chevalier de l'ordre de Saint-Michel.
En mars 1754, il est anobli par le roi avec la faculté de porter des armoiries, enregistrées par le parlement le 28 novembre 1754. Il est reçu chevalier de l'ordre de Saint-Michel le 30 novembre 1754.
Il a été membre de l’Académie de Saint-Pétersbourg.